# Hammarn (westelijk deel)
Hamman (westelijk deel) {Zweeds: Hammarn (västra delen)) is een småort in de gemeente Hällefors in het landschap Västmanland en de provincie Örebro län in Zweden. Het småort heeft 149 inwoners (2005) en een oppervlakte van 39 hectare. Het småort bestaat uit het westelijk deel van de plaats Hammarn.